# У-70
У-70 — протонный синхротрон на энергию 70 ГэВ, сооружённый в 1967 году в Институте физики высоких энергий, Протвино. На момент сооружения энергия ускорителя была рекордной, до сих пор У-70 — самый высокоэнергетичный ускоритель в России. За разработку и ввод в действие синхротрона У-70 коллектив учёных был удостоен Ленинской премии в 1970 году.

## Описание ускорительного комплекса
Ускоритель был запущен 14 октября 1967 года к 50-й годовщине Октябрьской революции.
Комплекс работает в импульсном режиме. Протоны ускоряются до 30 МэВ в линейном ускорителе УРАЛ-30, и инжектируются в быстроцикличный бустерный синхротрон У-1.5 периметром 100 м, где ускоряются до энергии 1,32 ГэВ, после чего перепускаются в У-70. Далее в течение ~9 с следует цикл ускорения до максимальной энергии 76 ГэВ, и пучок используется для формирования различных вторичных пучков частиц. Система медленного вывода протонного пучка даёт возможность выводить ускоренные протоны равномерно в течение длительного (до 2 с) промежутка времени. Периметр У-70 — около 1,5 км. Фокусирующая структура — типа FODO (сильная фокусировка). Общий вес магнитной системы — свыше 20 000 т.
| Основные параметры синхротрона              | Основные параметры синхротрона |
| ------------------------------------------- | ------------------------------ |
| Максимальная энергия протонов, Emax         | 76 ГэВ                         |
| Энергия инжекции, Emin                      | 1,32 ГэВ                       |
| Периметр, П                                 | 1483,63 м                      |
| Частота повторения импульсов                | 0,11 Гц                        |
| Частота ускоряющего напряжения, fВЧ         | 5,5-6,1 МГц                    |
| Кратность ВЧ                                | 30                             |
| Бетатронная частота, νx = νy                | 9,75-9,85                      |
| Интенсивность пучка протонов в импульсе, Np | 1,7×1013                       |

До 1985 года инжектором в У-70 служил линейный ускоритель И-100 на энергию 100 МэВ.
В середине 1980-х годов были начаты работы по сооружению Ускорительно-накопительного комплекса (УНК) — протон-протонного коллайдера на энергию 3×3 ТэВ. Инжектором в коллайдер должен был стать синхротрон У-70. В связи с распадом СССР и прекращением финансирования проект УНК был свёрнут.